# Motograter
Motograter es una banda estadounidense de nu metal formada en 1995. Son conocidos por su instrumento casero, el "Motograter", diseñado con un cable industrial y piezas de guitarra que crean un sonido de bajo único, también se pintan en una pintura corporal de estilo tribal para actuar en vivo.
Debajo de la alineación original de la banda, lanzaron dos EPs, Hugh Chardon y Indy. El cantante original Zak Ward cambió a teclados y samples en 2002 (mientras a veces todavía proporcionaba vocales originales en vivo y en el estudio) y fue reemplazado por Ivan "Ghost" Moody, el cual dirigió el lanzamiento de su primer álbum de estudio Motograter en 2003. La banda entró en un hiato indefinido en 2005, se disolvieron después de tocar un espectáculo de reunión de una sola vez en 2006, y entonces se reformaron en 2008 con una nueva alineación  presentando al cantante Michael "Angel" Woodruff. Lanzaron el EP Pre-Release en 2009, y realizaron un tour. La banda  actuó en el Slipknot  Knotfest el año siguiente. En diciembre de 2014, Woodruff dejó Motograter;  esté reemplazado con James Anthony Legion. En el temprano 2015. Motograter Empezó a grabar su segundo álbum, Desolation, en enero de 2016 con Ahrue Luster (III Niño, Machine Head, Terror Universal) Supervisando la producción, lanzándose el 11 de agosto de 2017.

## Historia

### Formación,Hugh ChardonyIndy(1995-2001)
Motograter fue fundado en Santa Bárbara (California), en 1995 por Bruce "Grater" Butler, el inventor del "motograter", y el percusionista Joey "Smur" Krzwonski. En sus años tempranos experimentaron con varios sonidos e instrumentos. El dúo inicial tuvo participación del vocalista Zak "The Waz" Ward y el baterista principal Chris "Crispy" Binns en el tardío 1998, y  lanzaron su primer EP, Hugh Chardon, en 1999. Un año después, durante la grabación de su segundo EP, Indy,  añadieron a Eric Gonzales, quién manejó la electrónica y samples. En enero de 2001, Motograter introdujo a Dez Fafara de la banda Coal Chamber y ellos firmaron a la discográfica Sever Records.

### Motograter, hiato y ruptura (2002-2006)
El 24 de junio de 2003, Motograter lanzó su álbum debut de etiqueta importante, el self-titled Motograter. La canción "Suffocate" fue usada sin créditos en la banda sonora de la película La Masacre De Texas (2003). La canción "Down" está usada en el EA videojuego de Deportes Nascar Trueno 2004. Motograter Estuvo votada como la mejor banda de 2003 por Hit Parader.
Motograter entonces hizo un tour en la segunda etapa del Ozzfest 2003. Por entonces, Nuke había regresado para tocar en los primeros días del tour, pero fue finalmente despedido en julio, siendo reemplazado con Ty Fury.
En el verano de 2004, Ty Fury fue reemplazado con Aaron aka "A-Bomb" y la banda anunció que empezaban a trabajar en un álbum nuevo. En agosto de 2004, Zak dejó la banda otra vez, y no fue reemplazado. En otoño de 2004, la banda realizaba un tour sin Bruce y Smur, quién fueron despedidos bajo obligaciones financieras. En el lugar del motograter, estuvieron acompañados por el bajista Jonny Nailz.
En mayo de 2005, Motograter anunció un hiato para dar tiempo para proyectos de lado. Aun así, tuvieron un reencuentro en un espectáculo en 2006 en el Delicious Rox Festival, con Ivan, JR y Crispy y también regresando los miembros Nuke y Bruce. Ivan confirmó en este espectáculo que este se iba de la banda, resultando en la disolución de la banda.

### La Nueva Raza,Pre-Release(2008-2011)
En 2008, la banda fue reformada con una "nueva raza"  basada fuera de San Luis Obispo, California. Esta formación también incluyó un bajista, tocando junto al motograter. La formación estuvo anunciada como Michael "Angel" Woodruff en vocales, Matthew "Nuke" Nunes guitarrista, Tyler Hole guitarrista, Mylon Guy en bajos, Jeremy "Twitch" Scheller en percusión y Bruce Butler en el motograter. La formación toco una muestra en Las Vegas, Nevada, bajo el nombre "Out Of Curiosity" para probar el material nuevo en un show, Imparcial multitud antes de decidir adoptar el nombre "Motograter". El conjunto no presentó el motograter.
Antes de cualquier tour, Butler dejó la banda y fue reemplazado con Mark Nosler, dejando Motograter sin miembros originales o compatibles. Alrededor del inicio de su tour nacional en 2009, la banda liberó su primer EP con la nueva alineación, Pre-Release.
La nueva alineación empezó el tour el 25 de julio de 2009, con grupo de metal de Condado Naranja Darksun. La visita fue cortada en septiembre 28, perdiendo ciudades como Seattle, Denver, y Tempe, con un miembro de banda enfermo dado como razón.
La segunda gira de 2009, conocida como The Damned Holiday Tour, tuvo lugar del 5 al 20 de noviembre. La aventura de Motograter solo en esta gira fue cuestionable debido a la falta de sorteo durante la gira anterior, así como a la oportunidad perdida de tener Straight Line Stitch agregado al ticket. No obstante, la gira fue un éxito, ya que los números de asistencia se habían triplicado en la mayoría de las ciudades. La banda hizo públicos los anuncios en el escenario de un próximo álbum y creció la expectativa.
Motograter se tomó el año 2010, excepto dos fechas en California en Modesto y Sacramento. El 6 de septiembre de 2010, cargaron una vista previa de un estudio cómico, mostrando la supuesta producción del siguiente álbum. Sin embargo, más tarde se escuchó a la banda diciendo que las sesiones habían sido destruidas y que comenzarían nuevamente en una fecha posterior.
En 2011, la banda debutó con nuevas fotos de alta calidad de un rodaje en el centro de Los Ángeles. Ese mismo año, anunciaron una gira de verano llamada The Honoring Of The Sun Tour, que se realizará del 29 de abril al 9 de julio, acompañada por varias bandas regionales. La gira tuvo un cambio repentino en el curso cuando, en lugar de continuar hacia el sur de Texas, la banda reencaminó a Míchigan para jugar el cuarto Rockapalooza anual junto a actos nacionales como Mushroomhead, Crossfade y Pop Evil.
En la segunda parte de la gira, que tuvo lugar del 25 de julio al 28 de agosto, se agregó un séptimo miembro, KC Kaos, en electrónica y teclados. La gira contó con dos festivales, Buzzfest y The Carnival of Chaos, donde Motograter demostró ser uno de los más grandes. Ambos festivales estuvieron empapados por la lluvia del día, pero las bandas continuaron actuando. COC, uno de los muchos nombres nacionales involucrados, se retiró en el último minuto el sábado 20 de agosto, dejando a Motograter como cabeza de cartel por defecto. Ante una posible cancelación de los eventos, ya pesar de las condiciones climáticas, Motograter continuó actuando.

### (2011)
Poco después de su regreso a casa, Motograter anunció que se unirían a Mushroomhead en el otoño de 2011 en una gira llamada The Slaughterhouse Roadshow y presentando a Psychostick, Blue Felix, Ventana y Tenefly Viper. Una semana antes del primer día de la gira, Motograter anunció en su página de Facebook que se habían disuelto y, por lo tanto, no participarían en la gira.

### (2013-2014)
En noviembre de 2013, Motograter se reunió con otra alineación nueva, incluidos los miembros que regresan Angel en la voz, Nuke en la guitarra y Mylon Guy en el bajo, además de los nuevos miembros Noah "Shark" Robertson en la batería, Kery "Venom" Glennon en la guitarra y Michael "The Kidd" Stewart en el Motograter. La banda tocó su primer show en dos años el 8 de febrero de 2014, en Santa Ana, California, comenzando un Tour de la Reunión de la Costa Oeste que incluyó una serie de fechas en California y Nevada.
El 26 de octubre de 2014, la banda actuó en Knotfest en el San Manuel Amphitheatre en San Bernardino, California, junto a bandas como Slipknot y Five Finger Death Punch, con Mark Nosler regresando al motograter para este evento. En diciembre de 2014, Angel y Venom abandonaron la banda.

### (2015-2016)
El 2 de abril, la banda anunció la llegada del vocalista James Anthony Legion. Al día siguiente, lanzaron un avance de preproducción de 20 segundos de una nueva canción, "Portrait of Decay", con Legion en la voz. La nueva formación se completó con Carlos "Crow" en guitarras, Dustin "Skunk" Anderson en el motograter, y Joey Vice en smurs / samples / vocals. En abril-mayo de 2015, Motograter completó una gira por los Estados Unidos, seguida del Civil Unrest Tour, girando con Ill Niño, Straight Line Stitch, Ünloco, y más. Poco después de que concluyó la gira, Skunk y Crow partieron del banda.
El 7 de agosto de 2015, la banda estrenó su nuevo demo y video, "Portrait of Decay", a través de Revolver. [13] y anunció planes para grabar su segundo álbum, con el guitarrista de Ill Nino, Ahrue Lustre. [14]
Del 12 de mayo al 25 de junio de 2016, la banda se embarcó en una gira por Estados Unidos con American Head Charge con el nuevo guitarrista Jesse Stamper y la motocicleta retorcida Skunk, durante la cual, el 6 de junio, revelaron portada y el título del próximo álbum, Desolation .[15]
El 6 de octubre, la banda anunció su firma en EMP Label Group y estableció la fecha de lanzamiento para la primavera de 2017. [16] A medida que pasó el tiempo, el lanzamiento se anunció oficialmente como el 11 de agosto de 2017. [17]
El 10 de septiembre, la banda lanzó el video lírico oficial de "Parasite", dirigido por Brian Cox de Gemini Syndrome y Hollywood Undead, con muestras de Justin Fowler de American Head Charge. [18]
En septiembre-octubre, la banda realizó una gira por los Estados Unidos con Dope y Flaw, durante la cual Joey Vice fue despedido de Motograter por razones que no se le hicieron claras al público.

### Desolation (2017)
En febrero de 2017, Motograter se embarcó en una gira por EE. UU. Con Hed PE, y nuevamente en mayo-junio.
En julio de 2017, Motograter viajó a Mansfield, Ohio, para realizar "Ink In The Clink" en el Ohio State Reformatory. La banda tocó junto a Three Days Grace, Theory of a Dead Man, Gemini Syndrome, Starset, 10 Years, 40 Below Summer y más. Durante el festival, la banda se encontró con el director de video Chris Davis de Human Twelve y grabaron el video de "Dorian" dentro de la prisión.
El segundo álbum de Motograter, Desolation, fue lanzado el 11 de agosto de 2017 a través de EMP Label Group, debutando en los Billboard Charts.
El 16 de agosto, Loudwire estrenó el video musical oficial de "Dorian".
De septiembre a noviembre de 2017, Motograter realizará una gira por los Estados Unidos con The Desolation Tour.

## Personal

### Miembros actuales
- Matt "Nuke" Nunes – guitarra, Voz de respaldo (2002–2003, 2006, 2008–2011, 2013–presente)
- Michael "Angel" Woodruff - Voz (2008-2011, 2013-2014, 2018-presente)
- Kery "Venom" Glennon - guitarras (2013-2014, 2018-presente)
- Jonathan "Zero" Price – percusión, voz de respaldo, teclados (2017–presente)
- Aeon Cruz - bajo (2018-presente)
- Matthew O'Connell - batería (2018-presente)

### Miembros anteriores

#### Vocales
- Zak "The Waz" Ward - Voz (1998–2002, 2003-2004)
- Ivan "Ghost" Moody - Voz (2002–2005, 2006)
- James Anthony Legion - Voz (2015–2018)

#### Guitarra
- Neil Godfrey - guitarra (2001–2002)
- J.R. Swartz - guitarra (2003-2005, 2006)
- Ty Fury - guitarra (2003–2004)
- Aaron "A-Bomb" Abalos - guitarra (2004–2005)
- Tyler Hole - guitarra (2008–2011)
- Jesse Stamper - guitarra (2016–2018)

#### Bajo
- Mylon Guy - bajo (2008-2011, 2013–2017)

#### Batería
- Chris "Crispy" Binns - batería (1998–2005, 2006)
- Jeremy "Twitch" Scheller - batería (2008–2011)
- Noah "Shark" Robertson - batería (2013–2017)

#### Percusión/Otros
- Joey "Smur" Krzywonski - percusión, voz de respaldo (1995–2004)
- Joey "Vice" Vice - percusión, voz de respaldo, teclados (2015–2016)

#### Electrónica/Teclados/Otros
- Eric Gonzales - electrónica/teclados (1999–2001)
- Zak "The Waz" Ward - electrónica/teclados, voz (2003–2004)

#### Miembros durante giras
- Johnny Nailz - bajo (2004)
- Casey "KC Kaos" Cahill - electrónica/teclados, voz (2011), motograter (2018)
- Carlos "Crow" Pagan - guitarra (2015)
- Derek Campbell - guitarra (2016)
- Stephen Kalani Seguin - batería (2017)
- Ryan Ramirez - batería (2018)
- Travis Manning - bajo (2018)
- David Visser - batería (2018)

## Discografía
| Año  | Álbum      | Discográfica |
| ---- | ---------- | ------------ |
| 2003 | Motograter | Elektra      |
| 2017 | Desolation | EMP          |

### EP
- Hugh Chardon (1998)
- Indy (2000)
- Pre-Release (2009)

### Recopilaciones
- The Best Of Motograter (2015)

### Sencillos
| Año  | Título                     | Álbum       |
| ---- | -------------------------- | ----------- |
| 2003 | "Suffocate"                | Motograter  |
| 2003 | "Down"                     | Motograter  |
| 2004 | "No Name"                  | Motograter  |
| 2009 | "Lividity"                 | Pre-Release |
| 2015 | "Portrait Of Decay (Demo)" | Desolation  |
| 2016 | "Parasite"                 | Desolation  |
| 2017 | "Dorian"                   | Desolation  |